# RNF167
RNF167 (англ. Ring finger protein 167) – білок, який кодується однойменним геном, розташованим у людей на короткому плечі 17-ї хромосоми. Довжина поліпептидного ланцюга білка становить 350 амінокислот, а молекулярна маса — 38 299.
| 10         |  | 20         |  | 30         |  | 40         |  | 50         |
| ---------- |  | ---------- |  | ---------- |  | ---------- |  | ---------- |
| MHPAAFPLPV |  | VVAAVLWGAA |  | PTRGLIRATS |  | DHNASMDFAD |  | LPALFGATLS |
| QEGLQGFLVE |  | AHPDNACSPI |  | APPPPAPVNG |  | SVFIALLRRF |  | DCNFDLKVLN |
| AQKAGYGAAV |  | VHNVNSNELL |  | NMVWNSEEIQ |  | QQIWIPSVFI |  | GERSSEYLRA |
| LFVYEKGARV |  | LLVPDNTFPL |  | GYYLIPFTGI |  | VGLLVLAMGA |  | VMIARCIQHR |
| KRLQRNRLTK |  | EQLKQIPTHD |  | YQKGDQYDVC |  | AICLDEYEDG |  | DKLRVLPCAH |
| AYHSRCVDPW |  | LTQTRKTCPI |  | CKQPVHRGPG |  | DEDQEEETQG |  | QEEGDEGEPR |
| DHPASERTPL |  | LGSSPTLPTS |  | FGSLAPAPLV |  | FPGPSTDPPL |  | SPPSSPVILV |
|            |  |            |  |            |  |            |  |            |

A: Аланін

C: Цистеїн

D: Аспарагінова кислота

E: Глутамінова кислота

F: Фенілаланін

G: Гліцин

H: Гістидин

I: Ізолейцин

K: Лізин

L: Лейцин

M: Метіонін

N: Аспарагін

P: Пролін

Q: Глутамін

R: Аргінін

S: Серин

T: Треонін

V: Валін

W: Триптофан

Кодований геном білок за функцією належить до трансфераз. 
Задіяний у такому біологічному процесі, як убіквітинування білків. 
Білок має сайт для зв'язування з іонами металів, іоном цинку. 
Локалізований у мембрані.